# Dr. Stone
Dr. Stone (ドクターストーン, Dokutā Sutōn) é um mangá japonês escrito por Riichiro Inagaki e ilustrado por Boichi, publicado na Weekly Shōnen Jump desde 6 de março de 2017 com os capítulos individuais, divulgados pela editora Shueisha, e em formato takobon desde 7 de julho de 2017. Uma adaptação em anime produzida pela TMS Entertainment foi ao ar de 5 de julho de 2019 a 13 de dezembro de 2019.

## Enredo
Taiju, um típico estudante japonês, diz a seu amigo Senku, que ama a ciência, que ele está finalmente prestes a confessar a Yuzuriha, com quem ele esteve secretamente apaixonado por cinco anos. Encontrando-se debaixo de uma canforeira nos terrenos da escola, assim que Taiju estava prestes a se confessar, uma luz brilhante aparece no céu. Taiju empurra Yuzuriha para a árvore para protegê-la, mas a luz de repente petrifica toda a humanidade, com todos os humanos na Terra se transformando em pedra. A maioria dos humanos começa a perder sua consciência enquanto todos os vestígios de civilização decaem, mas Taiju continua vivo enquanto os anos progridem por sua motivação de libertar a si mesmo e a Yuzuriha. Eventualmente, Taiju se liberta da pedra e encontra uma mensagem esculpida na árvore que o leva a descobrir que Senku também escapou da pedra, mantendo sua consciência viva contando há quanto tempo ele foi petrificado. Assim, Taiju descobre que a data é agora 5 de outubro de 5738. Cap. 1
Juntos, Taiju e Senku começam a reconstruir a civilização usando o conhecimento científico de Senku. Eles criam nital ; um solvente corrosivo que destrói o revestimento de pedra nas pessoas.Cap. 2 Inicialmente, eles planejam libertar Yuzuriha, mas quando os dois são atacados por leões que descendem de animais que escaparam de zoológicos e se reproduziram no Japão ao longo dos séculos, eles libertam alguém que Taiju reconhece como Tsukasa Shishio, "O mais Forte Primata do Ensino Médio", que utiliza-se de sua força para matar os leões. Cap. 3
Mais tarde eles fazem mais nital para libertar Yuzuriha, mas Senku descobre que durante a infância de Tsukasa, Shishio foi brutalmente espancado por um adulto enquanto ele estava colecionando conchas para sua irmã, que estava passando por uma cirurgia; devido ao homem dizer que ele tinha os direitos de pesca na região e que Tsukasa estava roubando as conchas do mar. Assim, dando a Tsukasa uma mentalidade de que somente as "pessoas de coração puro e jovem" deveriam ser revividas, e assim Tsukasa começa a destruir os adultos petrificados.Cap. 4 Assim, formam-se dois clãs rivais: o Reino da Ciência de Senku e o Império do Poder de Tsukasa. Cap. 4 ~ 6

## Personagens

### Petrificados
- Senku Ishigami (石神 千空, Ishigami Senku)

Interpretado por: Yūsuke Kobayashi (japonês); Felipe Grinnan (português) 
Senku é altamente inteligente e se destaca em vários campos da ciência, com um amor especial pela astronomia e pela exploração espacial. Depois de despertar no "Mundo de Pedra", ele tenta reviver a humanidade reinventando sua tecnologia perdida e descobrindo uma "cura" para a petrificação. Embora um pouco arrogante, ele é realmente muito nobre e de bom coração, vendo a ciência como um meio para elevar todas as pessoas e tem uma fé inabalável em seus amigos.
- Taiju Ōki (大木 大樹, Ōki Taiju)

Interpretado por: Makoto Furukawa (japonês); Alex Minei (português) 
O melhor amigo de Senku, a quem Senku se refere como um "grandalhão" ou "músculos". Ele tem força incrível e resistência aparentemente ilimitada, mas é um pacifista que nunca deu um soco em sua vida. Ele está apaixonado por Yuzuriha e fará de tudo para cuidar dela, especialmente quando ela estiver em perigo.
- Yuzuriha Ogawa (小川 杠, Ogawa Yuzuriha)

Interpretada por: Kana Ichinose (japonês); Isabella Guarnieri (português) 
O interesse amoroso de Taiju, uma jovem alegre e de bom coração. Ela se matriculou no clube de artesanato de seu colégio para perseguir seu objetivo de se tornar uma estilista de moda e é excepcionalmente talentosa em artes como costura e trabalho de roupas. Com o passar dos anos depois de ser petrificada, ela é salva por Senku e Taiju e agora viaja com Taiju para descobrir os planos de Tsukasa, após a suposta morte de Senku. Ela já sabe que Taiju gosta dela, mas ele não diz e espera dizer depois de restaurar a civilização que foi petrificada e esta aguarda ansiosamente até que Taiju possa confessar a ela.
- Tsukasa Shishio (獅子王 司, Shishiō Tsukasa)

Interpretado por: Yuichi Nakamura (japonês); Arthur Machado (português) 
Um jovem que chegou à fama nas artes marciais mistas como "O Primata Mais Forte do Ensino Médio". Ele se ressente de adultos, vendo-os como uma influência gananciosa e corrupta sobre o mundo, e assim quer criar uma nova sociedade no "Mundo de Pedra" apenas revivendo os jovens. Tsukasa serve como o principal antagonista dos primeiros arcos da história do mangá. Ele se empenhava em ser um Superstar para encontrar uma cura para sua irmã Mirai, que estava na cama de hospital por sofrer morte encefálica, estando viva, mas em estado vegetativo. Senku sugere se usar o líquido milagroso, poderia trazer sua irmã de volta que estava na forma de pedra. Contudo, Hyoga o trai ferindo, mas é salvo por Senku e os dois se únem para parar Hyoga e assim o fazem. Contudo, Tsukasa sofre um ferimento fatal e Senku congela Tsukasa, num estado de sono congelado, até poder salvá-lo de sua animação suspensa.
- Gen Asagiri (あさぎり ゲン)

Interpretado por: Kengo Kawanishi (japonês); Daniel Figueira (português) 
Outra pessoa do "velho mundo", Gen é um guru de autoajuda de boa lábia que se apresenta como um mentalista. Ele foi ressuscitado por Tsukasa, que queria um aliado capaz de seguir a linha de pensamento de Senku, mas acabou desertando para o Reino da Ciência depois de testemunhar as realizações de Senku. Este parecia ser doido por refrigerante e Senku o presenteou com uma "Senku Cola", que faz Gen ficar do lado do Reino da Ciência. Um de seus talentos é imitar voz de pessoas e truque com flores, como em cartas de baralho, fazer a carta sumir e aparecer na mão, traço de Tazaki, personagem de Joker Game.
- Hyoga (氷月)

Interpretado por: Akira Ishida (japonês); Fernando Ferraz (português) 
Hyoga é um homem alto e forte o suficiente para enfrentar 10 agressores. Ele é revivido por Tsukasa durante o Arco Vs. Hyoga. Hyoga e alguns lutadores do Império Tsukasa enfrentaram os melhores do Vilarejo Ishigami até que foi descoberto que Gen manipulou suas armas. Durante o arco de comunicações, ele trai Tsukasa, causando uma improvável parceria entre Senku e Tsukasa para derrotá-lo. Durante o arco da Era da Exploração, Hyoga teve que acompanhar Senku, que precisava de alguns músculos adicionais.
- Homura Momiji (紅葉 ほむら, Momiji Homura)

Interpretada por: Yōko Hikasa (japonês); Nathalia Guillen (português) 
Homura é membro do Império Tsukasa que era ginasta antes da petrificação. De cabelo rosado, é o braço direito de Hyoga. Homura foi libertada de sua petrificação e tem uma aliança com Hyoga. Homura ajudou Hyoga no primeiro ataque à vila de Ishigami, onde ela entrou furtivamente na vila e ateou fogo em algumas das cabanas. Durante o arco de comunicações, algum tempo após a derrota de Hyoga, ela fez alguma vigilância na vila de Ishigami. Quando Homura tentou sabotar a torre de rádio, Magma e Kinro cortaram a árvore permitindo que Kohaku a pegasse. Durante o arco da Era da Exploração, Homura teve que acompanhar Senku, que precisava de alguns músculos adicionais.
- Ukyō Saionji (西園寺 羽京, Saionji Ukyō)

Interpretado por: Kensho Ono (japonês); João Vieira (português)
Ele operava o sonar de um submarino, conhecido por ter uma audição aguçada. Ele depois é revivido por Tsukasa para que este trabalhe pra ele. Mesmo sendo um dos homens de Tsukasa, seus métodos eram questionáveis, que o levou ajudar Chrome na fuga. Ele contata o Reino da Ciência e propõe a Senku, líder do Vilarejo Ishigami para que não houvesse baixa em um dos lados, como também trazer as pessoas que foram petrificadas e destruídas por Tsukasa, depois cumprida no fim da guerra.
- Niki Hanada (花田 仁姫, Hanada Niki)

Interpretada por: Atsumi Tanezaki (japonês); Bruna Nogueira (português)
Ela estava vigiando os passos dos associados a Senku. Taiju e Yuzuriha tentam convencer Niki a ficar do lado do Reino da Ciência e tem uma comunicação com Senku e Gen imitando a voz de Lillian Weinberg. Contudo ela era uma fâ da Lillian, como também percebe que era Senku e Gen através do telefone que Senku criou. Senku tinha o registro da voz da Lillian gravado pelos astronautas, que tinha sobrevivido e prometeu guardar o registro da voz de Lillian até o fim da guerra para que Niki pudesse pegar com Senku, se aliando ao Reino da Ciência.

### Reino da Ciência
- Chrome (クロム, Kuromu)

Interpretado por: Gen Sato (japonês); Renan Alonso (português) 
Um jovem da Aldeia Ishigami, que tropeçou nos fundamentos da ciência, embora inicialmente acreditasse que suas descobertas eram feitiçaria. Depois de aprender sobre as maravilhas científicas do velho mundo, ele se torna sócio de Senku e juntos os dois trabalham para redescobrir o legado científico da humanidade. É um dos homens de confiança de Senku. Tem uma paixão por Ruri, irmã de Kohaku.
- Kohaku (コハク)

Interpretada por: Manami Numakura (japonês); Luiza Horta (português) 
A guerreira mais forte da Aldeia Ishigami, uma jovem magra que é excepcionalmente forte, ágil e de olhos aguçados. Ela é a primeira aldeã que Senku encontra após despertar no "Mundo de Pedra", e se torna uma de suas aliadas mais fiéis. Primeiramente, Senku a chama de leoa (雌ライオン, mesu raion), que o questiona. Ela depois retruca a Senku depois de ser chamada de gorila (ゴリラ). Esta parece ter um atrito com Chrome. Ela parece ser descendente distante da família de Senku, por vir de Byakuya Ishigami, pai de Senku, e Lillian Weinberg.
- Suika (スイカ)

Interpretada por: Karin Takahashi (japonês); Beatriz Singer (português)
Uma jovem da Aldeia Ishigami que usa uma melancia na cabeça para encobrir sua " doença dos olhos embaçados". Ela acaba gravitando para Senku, a primeira pessoa a não julgá-la por suas excentricidades, e sempre faz de tudo para ser útil. Senku depois coloca vidros na cabeça de melancia de Suika para poder ver melhor, seu primeiro óculos.
- Kinro (金狼, Kinrō)

Interpretado por: Voz de: Tomoaki Maeno (japonês); Caio Guarnieri (português)
Um dos guardas da Aldeia Ishigami, um jovem severo com um forte compromisso de seguir as regras. Este parece não conseguir enxergar direito, por ter visão embaçada. Depois de Senku ser aceito no vilarejo, Senku presenteia Kinro com um par de óculos.
- Ginro (銀狼, Ginrō)

Interpretado por: Voz de: Ayumu Murase (japonês); Carloz Magno (português)
O irmão mais novo de Kinro e seu companheiro de guarda, um jovem frívolo com uma tendência a entrar em pânico.
- Ruri (ルリ)

Interpretada por: Voz de: Reina Ueda (japonês); Amanda Tavares (português)
A irmã mais velha de Kohaku e a alta sacerdotisa da Aldeia Ishigami, encarregada de preservar as 100 histórias para a posteridade. Ela sofre de uma doença debilitante que provavelmente a matará antes da idade adulta, e encontrar uma cura se torna o primeiro objetivo do "Reino da Ciência" de Senku. Curada no episódio Cristalização de 2 milhões de anos. Ela também sabia do passado do pai de Senku e o significado de seu nome. Ela parece ser descendente distante da família de Senku, por vir de Byakuya Ishigami, pai de Senku, e Lillian Weinberg.
- Kaseki (カセキ)

Interpretado por: Voz de: Mugihito (japonês); Carlos Seidl (português)
Antigo artesão da Aldeia Ishigami, ele se torna um forte aliado e, por fim, amigo íntimo de Senku e Chrome, porque sua busca pela ciência ressoa com sua paixão pela criação. Toda vez quando se empolga, ele explode a camisa com os músculos ficando a parte de cima cheia de músculos.
- Magma (マグマ)

Interpretado por: Voz de: Yasuhiro Mamiya (japonês); Afonso Amajones (1ª temporada), Mário Spatziani (2ª temporada) (português)
Um habitante da Aldeia Ishigami que é o mais forte de seus habitantes. Inicialmente arrumava encrencas e visava o trono de chefe da aldeia ao lado de Ruri. Depois de ser derrotado pelo time de Senku, Chrome, Kohaku, Kinro, Ginro e Suika, ele ajuda a defendê-la de ataques, tendo a intenção de assumir o controle da vila antes de aceitar Senku como seu líder. Chrome ainda tem dúvidas se Magma ainda continua sendo leal a sua aldeia ou se este pretende se aliar ao Império Tsukasa para se vingar de Senku, mas o próprio Senku acha que o Magma poderia ser mais que isso e que nunca trairia o vilarejo Ishigami. Como membro da Equipe Poderosa após a fusão do Reino da Ciência e do Império Tsukasa, ele gosta de Taiju devido a sua resistência ilimitada, como pode ser visto quando Magma o observou cuidando dos campos onde ele não se cansava. Em um ponto, Magma confundiu Gen como um feiticeiro.

### Não petrificados
- Byakuya Ishigami

Interpretado por: Keiji Fujiwara (japonês); Bruno Azevedo (português)
Este entrou para ser astronauta para ir para o espaço, mas não é bom nadador. Graças a Senku, este refez o teste para ser astronauta. Seu nado é borboleta, referente ao Rei Ryugazaki, personagem de Free Iwatobi Swim Club. No espaço ele vê a civilização a ser petrificada e jura trazer a humanidade de volta. Embora o grupo de astronautas fosse 6, sendo os únicos sobreviventes no mundo, não puderam desfazer a petrificação, mas foi capaz de fazer herdeiros que ajudassem a salvar as pessoas da petrificação com Lillian, uma cantora e talvez fosse uma boa mãe para Senku, Byakuya era a única família de Senku. Os astronautas adoeceram, mas ficaram os seus herdeiros para que pudessem passar ir adiante para salvar a humanidade petrificada. Byakuya tinha esperança que Senku se libertaria da petrificação e salvaria a humanidade da petrificação.
- Lillian Weinberg

Interpretado por: Lynn (japonês); Lina Mendes (português)
Uma artista pop que viaja junto de Byakuya e dos astronautas com o propósito de levar sua música ao espaço. Esta já tinha um interesse em Byakuya. Logo depois da petrificação, levou sua música para que fosse lembrada e também fez herdeiros junto com Byakuya. Foi a penúltima a morrer sendo carregada por Byakuya por uma causa natural.
- Connie Lee

Interpretado por: Hisako Kanemoto (japonês); Valentina Rodarthe (português)
Connie Lee é membro da NASA que era uma dos astronautas da Estação Espacial Internacional na época em que o povo da Terra estava petrificado. Esta teve um casamento com Shamil Volkov, que apenas foi presenciado pelos sobreviventes da petrificação. Foi a primeira a falecer por uma causa natural. Ela também fez herdeiros com Shamil. Shovel é parte desses herdeiros de Connie e Shamil.
- Shamil Volkov

Interpretado por: Showtaro Morikubo (japonês); Guilherme Conradi (português)
Shamil Volkov é um cosmonauta russo, ex-piloto. Era o único de todos a não ter família, mas experimentou a felicidade através de Byakuya e seus colegas astronautas. Fez um casamento matrimonial com Connie. Ele ajudou a estabelecer a vila de Ishigami. Depois de ver Connie partir, este sabia que chegaria a sua hora e parte para poder se juntar a Connie. Também chegou a ter herdeiros com Connie. Shovel é parte desses herdeiros de Connie e Shamil.
- Darya Nikitina e Yakov Nikitin

Interpretado por: Rie Tanaka, Kanehira Yamamoto (japonês); Monalisa Capela, Sidney César (português)
Darya Nikitina e Yakov Nikitin são cosmonautas russos, médicos, eram astronautas da Estação Espacial Internacional na época em que o povo da Terra estava petrificado. Logo depois de descerem na Terra estes tentam desfazer a petrificação da humanidade. Eles depois deixam a ilha de barco para tentar arrumar socorro para Connie, mas não retornaram especulando que tivessem morrido.

## Mídia

### Mangás
Dr. Stone é um mangá de aventura, que conta a história de Senku, um gênio, que renasce 3.700 anos depois que uma luz misteriosa petrifica toda a humanidade. Usando-se de conhecimento científico, ele tenta restaurar a humanidade. Escrito por Riichiro Inagaki e ilustrado por Boichi, Dr. Stone foi lançado na 14ª edição da revista Weekly Shonen Jump, da Shueisha, em 6 de Março de 2017. Durante o Anime Friends 2018, a Editora Panini anunciou que começaria a Publicar o Mangá no Brasil, com o primeiro volume saindo em outubro daquele mesmo ano.
Em outubro de 2019, foi anunciado que um spin-off de 9 capítulos, intitulado Dr. Stone Reboot: Byakuya estrando na  48ª edição da revista Weekly Shōnen Jump, desta vez a história passa-se após o aparecimento da luz misteriosa que petrifica toda a humanidade, o protagonista da obra é Byakuya, pai de Senku. Diferente do mangá original, onde Riichiro Inagaki cuida do roteiro e Mujik Park pelas ilustrações, Boichi assumiu o controle da história e desenhos, já Inagaki deu apoio de supervisionar os diálogos do novo mangá.

#### Lista de Volumes

##### Dr. Stone
| N.º | Japonês japão          | Japonês japão     | Português brasil        | Português brasil  |
| N.º | Data de lançamento     | ISBN              | Data de lançamento      | ISBN              |
| --- | ---------------------- | ----------------- | ----------------------- | ----------------- |
| 1   | 7 de julho de 2017     | 978-4-08-881184-0 | 15 de outubro de 2018   | 978-85-426-1454-1 |
| 2   | 4 de setembro de 2017  | 978-4-08-881259-5 | 13 de dezembro de 2018  | 978-85-426-1539-5 |
| 3   | 4 de dezembro de 2017  | 978-4-08-881288-5 | 12 de fevereiro de 2019 | 978-85-426-1540-1 |
| 4   | 2 de fevereiro de 2018 | 978-4-08-881341-7 | 22 de março de 2019     | 978-85-426-1843-3 |
| 5   | 4 de abril de 2018     | 978-4-08-881381-3 | 30 de maio de 2019      | 978-85-426-1976-8 |
| 6   | 4 de julho de 2018     | 978-4-08-881558-9 | 09 de agosto de 2019    | 978-85-426-1996-6 |
| 7   | 4 de setembro de 2018  | 978-4-08-881610-4 | 14 de novembro de 2019  | 978-85-426-1997-3 |
| 8   | 4 de dezembro de 2018  | 978-4-08-881667-8 | 30 de novembro de 2019  | 978-85-426-2419-9 |
| 9   | 4 de fevereiro de 2019 | 978-4-08-881726-2 | 23 de janeiro de 2020   | 978-85-426-2773-2 |
| 10  | 4 de abril de 2019     | 978-4-08-881801-6 | 17 de março de 2020     | 978-85-426-2870-8 |
| 11  | 4 de julho de 2019     | 978-4-08-881881-8 | 19 de maio de 2020      | 978-85-426-3124-1 |
| 12  | 4 de setembro de 2019  | 978-4-08-882055-2 | 14 de julho de 2020     | 978-65-5512-202-2 |
| 13  | 1 de novembro de 2019  | 978-4-08-882106-1 | 15 de setembro de 2020  | 978-65-5512-294-7 |
| 14  | 4 de fevereiro de 2020 | 978-4-08-882206-8 | 17 de novembro de 2020  | 978-65-5512-516-0 |
| 15  | 3 de abril de 2020     | 978-4-08-882255-6 | 11 de janeiro de 2021   | 978-65-5512-910-6 |
| 16  | 3 de julho de 2020     | 978-4-08-882350-8 | 12 de março de 2021     | 978-65-5512-735-5 |
| 17  | 4 de setembro de 2020  | 978-4-08-882405-5 | 14 de maio de 2021      | 978-65-5960-085-4 |
| 18  | 4 de novembro de 2020  | 978-4-08-882473-4 | 16 de julho de 2021     | 978-65-5982-260-7 |
| 19  | 4 de janeiro de 2021   | 978-4-08-882550-2 | 24 de setembro de 2021  | 978-65-5982-029-0 |
| 20  | 2 de abril de 2021     | 978-4-08-882550-2 | 12 de novembro de 2021  | 978-65-596-0813-3 |
| 21  | 4 de junho de 2021     | 978-4-08-882687-5 | 14 de janeiro de 2022   | 978-65-596-0617-7 |
| 22  | 4 de agosto de 2021    | 978-4-08-882735-3 | 11 de março de 2022     | 978-65-596-0481-4 |
| 23  | 4 de novembro de 2021  | 978-4-08-882820-6 | 13 de maio de 2022      | 978-65-596-0230-8 |
| 24  | 4 de janeiro de 2022   | 978-4-08-882877-0 | 15 de julho de 2022     | 978-65-259-0244-9 |
| 25  | 4 de março de 2022     | 978-4-08-883032-2 | 9 de setembro de 2022   | 978-65-5982-953-8 |
| 26  | 4 de julho de 2022     | 978-4-08-883032-2 | 13 de janeiro de 2023   | 978-65-5982-778-7 |
| 27  | 4 de abril de 2024     | 978-4-08-884037-6 | —                       | —                 |

##### Byakuya
| N.º | Data de lançamento | ISBN              |
| --- | ------------------ | ----------------- |
| 1   | 4 de março de 2020 | 978-4-08-881184-0 |

### Anime
A primeira temporada em anime foi anunciada na 51.ª edição da Weekly Shonen Jump em 19 de novembro de 2018. Sendo animada pela TMS Entertainment, com Shinya Iino na direção, Yuichiro Kido no roteiro, e Yuko Iwasa como designer de personagens. Tatsuya Kato, Hiroaki Tsutsumi e Yuki Kanesaka compõem a música da série. Sua estreia foi exibida no dia 5 de julho no Tokyo MX e em outros canais, japoneses, e finalizada no dia 13 de dezembro de 2019, com 24 episódios.
Em 13 de dezembro de 2019, ao final do último episódio do anime, 24, foi publicado um pequeno teaser anunciando a segunda temporada da série, com mesmo elenco e produção, intitulada Dr. Stone Stone Wars. Estreando em 14 de janeiro de 2021. A temporada tem previsão para 11 episódios.
No Brasil e em Portugal a animação foi transmitida simultaneamente pela Crunchyroll, e em todo o mundo, exceto os países da Ásia.
A partir do dia 9 de novembro de 2020, o anime estreou com dublagem em português brasileiro no Bloco Toonami da Cartoon Network Brasil, e via streaming um dia depois pela Crunchyroll. Sendo transmitido até o dia 22 de janeiro de 2021. A segunda temporada recebeu a localização em português pelo mesmo estúdio, Atma Entretenimento, desde de 25 de fevereiro de 2021, com sete semanas de diferença referente ao lançamento do episódio no Japão.

#### Lista de episódios
| Primeira Temporada | Primeira Temporada                                                                      | Primeira Temporada     |
| #                  | Título                                                                                  | Exibição original      |
| ------------------ | --------------------------------------------------------------------------------------- | ---------------------- |
| 1                  | "Stone World"                                                                           | 5 de julho de 2019     |
| Capítulos 1, 2     |                                                                                         |                        |
| 2                  | "King of the Stone World"                                                               | 12 de julho de 2019    |
| Capítulos 2~4      |                                                                                         |                        |
| 3                  | "Armas da Ciência" "Kagaku no Buki (科学の武器)"                                        | 26 de julho de 2019    |
| Capítulos 5~7      |                                                                                         |                        |
| 4                  | "Dispare o Sinal de Fumaça" "Noroshi o Agero (狼煙をあげろ)"                            | 2 de agosto de 2019    |
| Capítulos 8~10     |                                                                                         |                        |
| 5                  | "Stone World The Beginning"                                                             | 9 de agosto de 2019    |
| Capítulos 11~13    |                                                                                         |                        |
| 6                  | "Duas Nações do Mundo de Pedra" "Ishi no Sekai no Futatsu no Kuni (石の世界の二つの国)" | 16 de agosto de 2019   |
| Capítulos 14~16    |                                                                                         |                        |
| 7                  | "Onde se passaram 2 milhões de anos" "Ni-hyaku-man-nen no Arika (200万年の在処)"        | 23 de agosto de 2019   |
| Capítulos 17~19    |                                                                                         |                        |
| 8                  | "Stone Road"                                                                            | 30 de agosto de 2019   |
| Capítulos 20~22    |                                                                                         |                        |
| 9                  | "Faça-se a luz da ciência" "Kono Te ni Kagaku no Akari o (この手に科学の灯を)"          | 6 de setembro de 2019  |
| Capítulos 23~25    |                                                                                         |                        |
| 10                 | "Tênue Aliança" "Usuppera no Dōmei (薄っぺらの同盟)"                                    | 13 de setembro de 2019 |
| Capítulos 25~27    |                                                                                         |                        |
| 11                 | "Clear World"                                                                           | 20 de setembro de 2019 |
| Capítulos 28, 29   |                                                                                         |                        |
| 12                 | "Amigos de Costas contra Costas" "Senaka Awase no Nakama-tachi (背中合わせの仲間たち)"  | 27 de setembro de 2019 |
| Capítulos 30~32    |                                                                                         |                        |
| 13                 | "Guerreiro Mascarado" "Kamen no Senshi (仮面の戦士)"                                    | 18 de outubro de 2019  |
| Capítulos 33~35    |                                                                                         |                        |
| 14                 | "Master of Flame"                                                                       | 4 de outubro de 2019   |
| Capítulos 36~38    |                                                                                         |                        |
| 15                 | "Cristalização de 2 Milhões de Anos" "Ni-hyaku-man-nen no Kesshō (200万年の結晶)"       | 11 de outubro de 2019  |
| Capítulos 39~41    |                                                                                         |                        |
| 16                 | "Um Conto de Milhares de Anos" "Ikusen-nen Monogatari (幾千年物語)"                     | 18 de outubro de 2019  |
| Capítulos 42, 43   |                                                                                         |                        |
| 17                 | "Cem noites e mil céus" "Hyaku no Yoru to Sen no Sora (百の夜と千の空)"                 | 25 de outubro de 2019  |
| Capítulos 44, 45   |                                                                                         |                        |
| 18                 | "Stone Wars"                                                                            | 1 de novembro de 2019  |
| Capítulos 46~48    |                                                                                         |                        |
| 19                 | "E em direção à modernidade" "Soshite Gendai e (そして現代へ)"                          | 29 de novembro de 2019 |
| Capítulos 49, 50   |                                                                                         |                        |
| 20                 | "A Era da Potência" "Dōryoku no Jidai (動力の時代)"                                     | 8 de novembro de 2019  |
| Capítulos 51, 52   |                                                                                         |                        |
| 21                 | "Clube de Artesanato Espartano" "Suparuta Kōsaku Kurabu (スパルタ工作クラブ)"           | 15 de novembro de 2019 |
| Capítulos 53, 54   |                                                                                         |                        |
| 22                 | "O Tesouro" "The Treasure"                                                              | 29 de novembro de 2019 |
| Capítulos 55, 56   |                                                                                         |                        |
| 23                 | "Onda da Ciência" "Kagaku no Nami (科学の波)"                                           | 6 de dezembro de 2019  |
| Capítulos 57, 58   |                                                                                         |                        |
| 24                 | "Vozes a uma Distância Infinita" "Koe wa Mugen no Kanata e (声は無限の彼方へ)"          | 13 de dezembro de 2019 |
| Capítulos 59, 60   |                                                                                         |                        |

| Segunda Temporada | Segunda Temporada                                                                 | Segunda Temporada       |
| #                 | Título                                                                            | Exibição original       |
| ----------------- | --------------------------------------------------------------------------------- | ----------------------- |
| 1 (25)            | "As Stones Wars começam" "Stone Wars Beginning"                                   | 14 de janeiro de 2021   |
| 2 (26)            | "Hot Line"                                                                        | 21 de janeiro de 2021   |
| 3 (27)            | "Telefone Dos Mortos" "Shisha Kara no Denwa (死者からの電話)"                     | 28 de janeiro de 2021   |
| 4 (28)            | "Ataque com Força total" "Zengun Shutsugeki (全軍出撃)"                           | 4 de fevereiro de 2021  |
| 5 (29)            | "Steam Gorilla"                                                                   | 11 de fevereiro de 2021 |
| 6 (30)            | "Prison Break"                                                                    | 18 de fevereiro de 2021 |
| 7 (31)            | "Missão Confidêncial" "Gokuhi no Misshon (極秘のミッション)"                      | 25 de fevereiro de 2021 |
| 8 (32)            | "Final Battle"                                                                    | 4 de março de 2021      |
| 9 (33)            | "Para destruir e salvar" "Kowasu Mono Sukuu Mono (壊すもの救うもの)"              | 11 de março de 2021     |
| 10 (34)           | "A Dupla Mais Poderosa da Humanidade" "Jinrui Saikyō no Taggu (人類最強のタッグ)" | 18 de março de 2021     |
| 11 (35)           | "PROLOGUE OF Dr. STONE"                                                           | 25 de março de 2021     |

#### Aberturas e encerramentos
| Primeira Temporada                        |                                             |           |        |
| Abertura                                  | Encerramento                                | Episódios | Ref.   |
| Burnout Syndromes – "Good Morning World!" | –                                           | 1         | [ 85 ] |
| Burnout Syndromes – "Good Morning World!" | Rude-α – "LIFE"                             | 2 ~ 13    | [ 85 ] |
| PELICAN FANCLUB – "Sangenshoku" (三原色)  | Yusuke Saeki – "Yume no Youna" (夢のような) | 14 ~ 24   | [ 86 ] |

| Segunda Temporada            |                       |           |        |
| Abertura                     | Encerramento          | Episódios | Ref.   |
| Fujifabric – "Rakuen" (楽園) | Hatena – "Koe?" (声?) | 1 ~ 11    | [ 87 ] |

## Recepção
Em 2019, o Dr. Stone ganhou o 64º Shogakukan Manga Award para a categoria shōnen.